# Kvalifikace na Mistrovství Evropy ve fotbale 2012 – skupina H
Skupina H kvalifikace na Mistrovství Evropy ve fotbale 2012 byla jednou z 9 kvalifikačních skupin na tento šampionát. Postup na závěrečný turnaj si zajistil vítěz skupiny. Druhý tým skupiny hrál buď baráž, nebo postoupil také přímo (pokud byl nejlepší v žebříčku týmů na druhých místech).

## Tabulka
| Tým         | Z | V | R | P | GV | GI | +/- | B  |
| ----------- | - | - | - | - | -- | -- | --- | -- |
| Dánsko      | 8 | 6 | 1 | 1 | 15 | 6  | +9  | 19 |
| Portugalsko | 8 | 5 | 1 | 2 | 21 | 12 | +9  | 16 |
| Norsko      | 8 | 5 | 1 | 2 | 10 | 7  | +3  | 16 |
| Island      | 8 | 1 | 1 | 6 | 6  | 14 | -8  | 4  |
| Kypr        | 8 | 0 | 2 | 6 | 7  | 20 | -13 | 2  |

## Zápasy
| 3. září 2010 |        |                              |                                              |
| Island       | 1 – 2  | Norsko                       | Reykjavík diváci: 6 137 rozhodčí: Luca Banti |
| Helguson 38' | Report | 59' Hangeland 75' Abdellaoue | Reykjavík diváci: 6 137 rozhodčí: Luca Banti |

| 3. září 2010                                    |        |                                                    |                                                    |
| Portugalsko                                     | 4 – 4  | Kypr                                               | Guimarães diváci: 9 100 rozhodčí: Mark Clattenburg |
| Almeida 8' Meireles 29' Danny 50' Fernandes 60' | Report | 3' Aloneftis 11' Konstantinou 57' Okkas 89' Avraam | Guimarães diváci: 9 100 rozhodčí: Mark Clattenburg |

| 7. září 2010     |        |        |                                                |
| Dánsko           | 1 – 0  | Island | Kodaň diváci: 18 908 rozhodčí: Dougie McDonald |
| Kahlenberg 90+1' | Report |        | Kodaň diváci: 18 908 rozhodčí: Dougie McDonald |

| 7. září 2010  |        |             |                                               |
| Norsko        | 1 – 0  | Portugalsko | Oslo diváci: 24 535 rozhodčí: Laurent Duhamel |
| Huseklepp 21' | Report |             | Oslo diváci: 24 535 rozhodčí: Laurent Duhamel |

| 8. října 2010 |        |                       |                                                |
| Kypr          | 1 – 2  | Norsko                | Larnaka diváci: 8 500 rozhodčí: Serge Gumienny |
| Okkas 58'     | Report | 2' J. Riise 42' Carew | Larnaka diváci: 8 500 rozhodčí: Serge Gumienny |

| 8. října 2010             |        |                    |                                               |
| Portugalsko               | 3 – 1  | Dánsko             | Porto diváci: 27 000 rozhodčí: Eric Braamhaar |
| Nani 29', 31' Ronaldo 85' | Report | 80' (vl.) Carvalho | Porto diváci: 27 000 rozhodčí: Eric Braamhaar |

| 12. října 2010 |        |                                          |                                                    |
| Island         | 1 – 3  | Portugalsko                              | Reykjavík diváci: 9 755 rozhodčí: Thomas Einwaller |
| Heiðar 17'     | Report | 3' Ronaldo 27' Raul Meireles 72' Postiga | Reykjavík diváci: 9 755 rozhodčí: Thomas Einwaller |

| 12. října 2010              |        |      |                                                      |
| Dánsko                      | 2 – 0  | Kypr | Kodaň diváci: 15 544 rozhodčí: César Muñiz Fernández |
| Rasmussen 47' Lorentzen 81' | Report |      | Kodaň diváci: 15 544 rozhodčí: César Muñiz Fernández |

| 26. března 2011 |        |        |                                               |
| Kypr            | 0 – 0  | Island | Larnaka diváci: 2 088 rozhodčí: Darko Čeferin |
|                 | Report |        | Larnaka diváci: 2 088 rozhodčí: Darko Čeferin |

| 26. března 2011 |        |               |                                               |
| Norsko          | 1 – 1  | Dánsko        | Oslo diváci: 24 828 rozhodčí: Gianluca Rocchi |
| Huseklepp 81'   | Report | 27' Rommedahl | Oslo diváci: 24 828 rozhodčí: Gianluca Rocchi |

| 4. června 2011 |        |        |                                               |
| Portugalsko    | 1 – 0  | Norsko | Lisabon diváci: 47 829 rozhodčí: Cüneyt Çakır |
| Postiga 53'    | Report |        | Lisabon diváci: 47 829 rozhodčí: Cüneyt Çakır |

| 4. června 2011 |        |                        |                                                 |
| Island         | 0 – 2  | Dánsko                 | Rejkjavík diváci: 7 629 rozhodčí: Fırat Aydınus |
|                | Report | Schøne 60' Eriksen 75' | Rejkjavík diváci: 7 629 rozhodčí: Fırat Aydınus |

| 2. září 2011 |        |                                                 |                                                  |
| Kypr         | 0 – 4  | Portugalsko                                     | Larnaka diváci: 15 444 rozhodčí: Gianluca Rocchi |
|              | Report | Ronaldo 35' (pen.), 83' Almeida 84' Danny 90+2' | Larnaka diváci: 15 444 rozhodčí: Gianluca Rocchi |

| 2. září 2011          |        |        |                                                   |
| Norsko                | 1 – 0  | Island | Oslo diváci: 22 381 rozhodčí: Ovidiu Alin Hategan |
| Abdellaoue 88' (pen.) | Report |        | Oslo diváci: 22 381 rozhodčí: Ovidiu Alin Hategan |

| 6. září 2011  |        |      |                                                   |
| Island        | 1 – 0  | Kypr | Reykjavík diváci: 5 000 rozhodčí: Boško Jovanetić |
| Sigþórsson 5' | Report |      | Reykjavík diváci: 5 000 rozhodčí: Boško Jovanetić |

| 6. září 2011      |        |        |                                                |
| Dánsko            | 2 – 0  | Norsko | Kodaň diváci: 37 167 rozhodčí: Stéphane Lannoy |
| Bendtner 24', 44' | Report |        | Kodaň diváci: 37 167 rozhodčí: Stéphane Lannoy |

| 7. října 2011                                     |        |                                              |                                            |
| Portugalsko                                       | 5 – 3  | Island                                       | Porto diváci: 35 715 rozhodčí: Bas Nijhuis |
| Nani 13', 21' Postiga 45' Moutinho 81' Eliseu 87' | Report | Jónasson 48', 68' G. Sigurðsson 90+3' (pen.) | Porto diváci: 35 715 rozhodčí: Bas Nijhuis |

| 7. října 2011 |        |                                                |                                                  |
| Kypr          | 1 – 4  | Dánsko                                         | Larnaka diváci: 1 800 rozhodčí: Marijo Strahonja |
| Avraam 45+1'  | Report | Jacobsen 7' Rommedahl 11', 22' Krohn-Dehli 20' | Larnaka diváci: 1 800 rozhodčí: Marijo Strahonja |

| 11. října 2011                   |        |           |                                              |
| Norsko                           | 3 – 1  | Kypr      | Oslo diváci: 13 490 rozhodčí: William Collum |
| Pedersen 25' Carew 34' Høgli 65' | Report | Okkas 42' | Oslo diváci: 13 490 rozhodčí: William Collum |

| 11. října 2011               |        |               |                                               |
| Dánsko                       | 2 – 1  | Portugalsko   | Kodaň diváci: 38 010 rozhodčí: Nicola Rizzoli |
| Krohn-Dehli 13' Bendtner 63' | Report | Ronaldo 90+2' | Kodaň diváci: 38 010 rozhodčí: Nicola Rizzoli |